# Epiplatys barmoiensis
Epiplatys barmoiensis es una especie de pez de la familia de los aplocheílidos en el orden de los ciprinodontiformes.

## Morfología
Los machos pueden alcanzar los 7 cm de longitud total.

## Distribución geográfica
Se encuentran en África desde Sierra Leona hasta Liberia. También en Guinea.